# لا گومرا
لا گومرا (به اسپانیایی: La Gomera) یک جزیره در اسپانیا است که در سانتا کروس (جزایر قناری) واقع شده‌است.
این جزیره با ۳۶۹٬۷۶ کیلومترمربع مساحت دومین جزیره کوچک در مجموعه جزایر قناری است و مرکز آن سان سباستیان د لا گمرا است.

## خصوصیات
لا گومرا ۳۶۹٫۷۶ کیلومترمربع مساحت و ۲۱٬۹۵۲ نفر جمعیت دارد و ۱٬۴۸۷ متر بالاتر از سطح دریا واقع شده‌است.

## نگارخانه

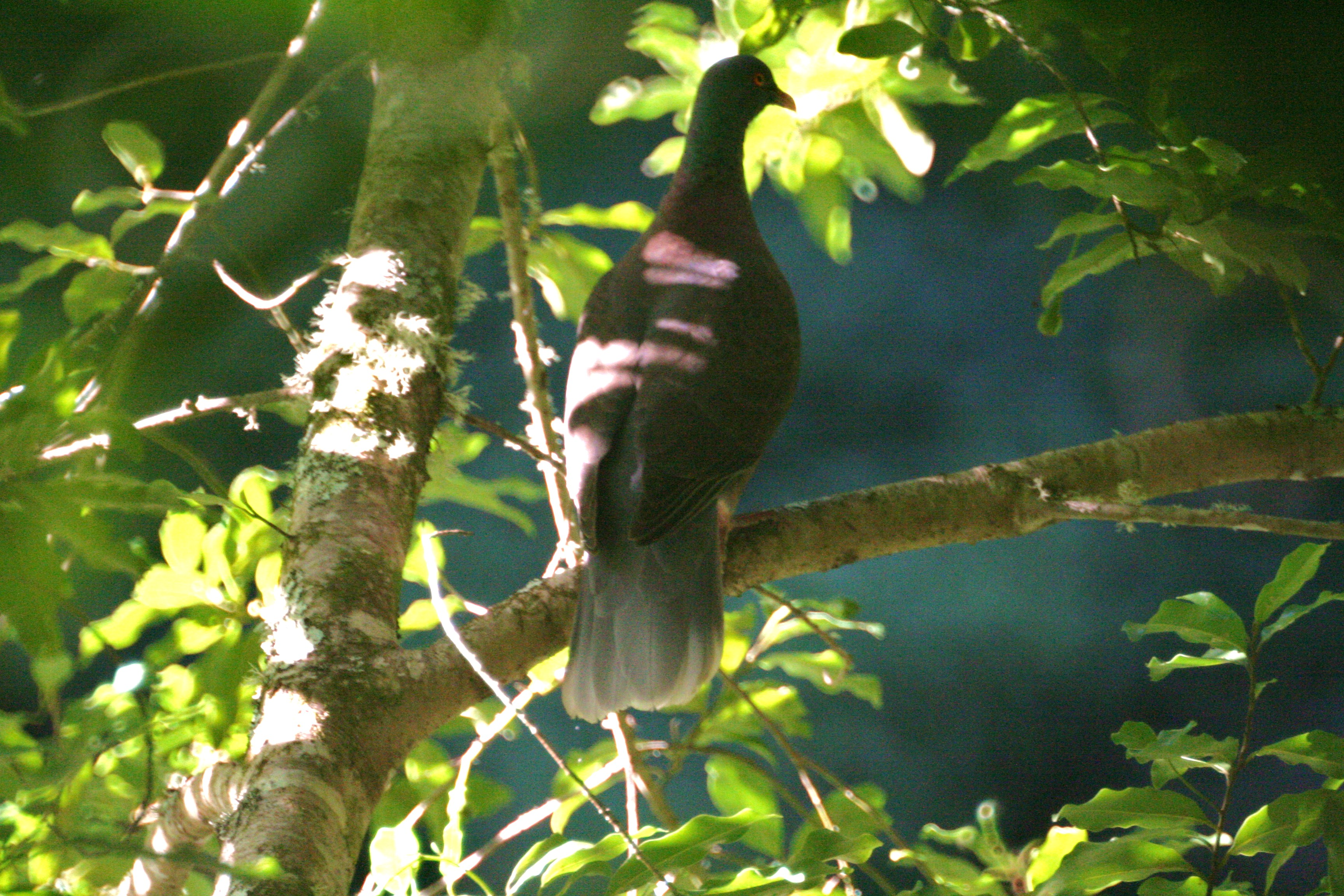
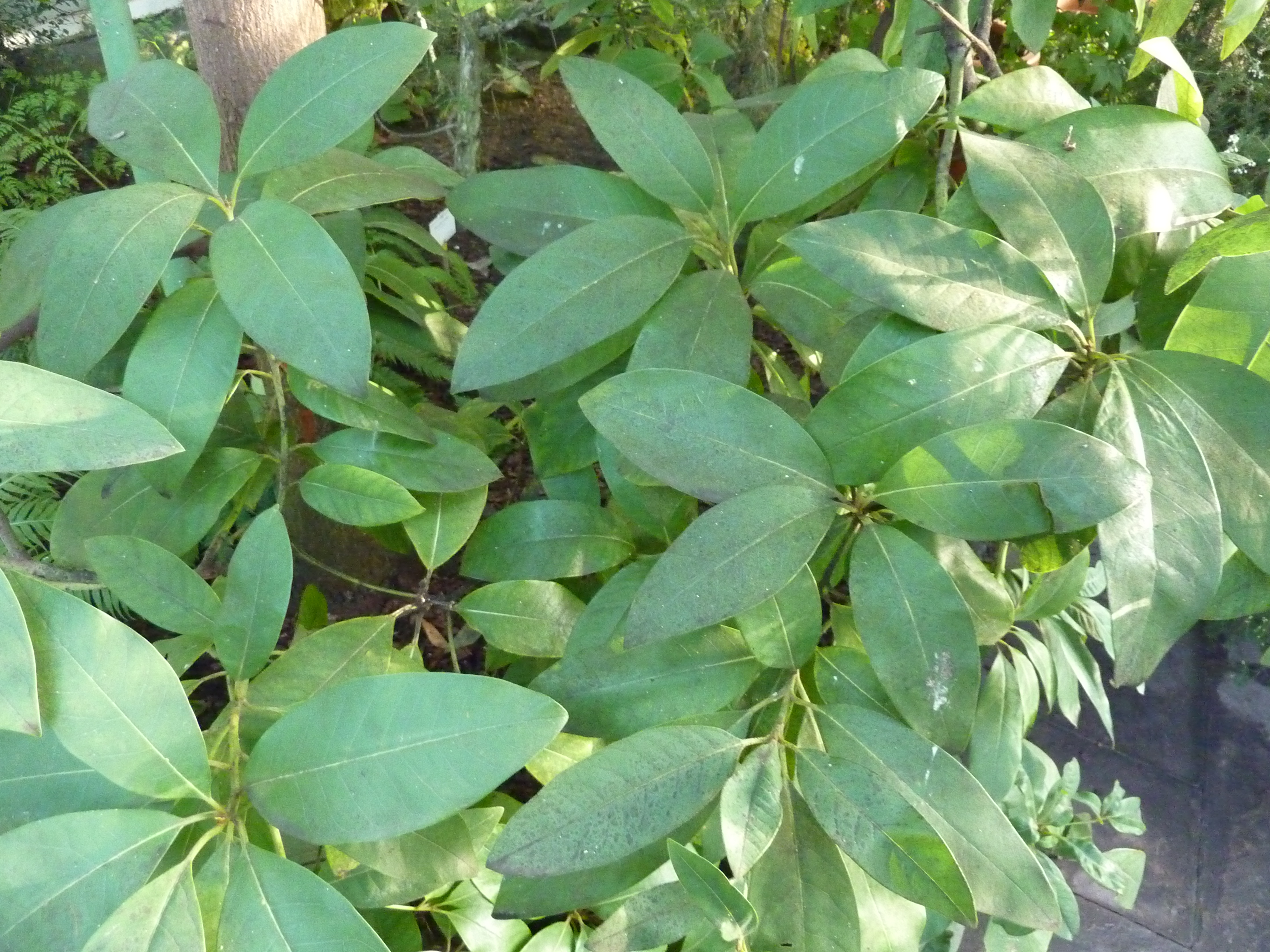